# Vestingsdivisie Frankfurt/Oder
De Vestingsdivisie Frankfurt/Oder (Duits: Festungs-Division Frankfurt/Oder) was een Duitse infanteriedivisie tijdens de Tweede Wereldoorlog. De divisie werd opgericht in januari 1945. De eenheid deed tijdens haar bestaan dienst in Oost-Duitsland. 
In april 1945 werd de divisie, tijdens de Slag om Berlijn in eerste instantie niet direct aangevallen, maar raakte steeds meer omsingeld. De SS-Jagd-Panzer-Abteilung 561 hield een smalle doorgang open naar het westen. Op 22 april evacueerde de divisie de stad. Dat was de facto het einde van deze eenheid. De onderdelen kwamen echter vervolgens terecht in de Slag om Halbe. De commandant, Generalmajor Biehler, werd op 28 april door het Rode Leger gevangengenomen.

## Samenstelling
- Festungs-Grenadier-Regiment 1
- Festungs-Grenadier-Regiment 2
- Festungs-Grenadier-Bataillon 3[1]
- Festungs-Grenadier-Regiment 4
- Festungs-Infanterie-Bataillon 1449
- Festungs-MG-Bataillon 84
- Festungs-Flak-Bataillon 829
- Artillerie-Ersatz- und Ausbildungs-Abteilung 59
- Festungs-Artillerie-Abteilung 1325
- Festungs-Artillerie-Abteilung 1326
- Festungs-Artillerie-Abteilung 3157
- Pionier-Sperr-Bataillon 952
- Festungs-Pak-Verband XXVI

## Commandanten
| Rang                                      | Naam                   | Begin           | Eind          |
| ----------------------------------------- | ---------------------- | --------------- | ------------- |
| Generalleutnant                           | Hermann Meyer-Rabingen | 29 januari 1945 | 27 maart 1945 |
| Oberst Generalmajor (vanaf 20 april 1945) | Ernst Biehler          | 4 maart 1945    | 28 april 1945 |